# Brennende Liebe
Die Brennende Liebe (Lychnis chalcedonica), auch Scharlachlichtnelke oder, wegen der auffälligen Blütenform, Malteserkreuz oder Jerusalemer Kreuz genannt, ist eine Pflanzenart, die zur Familie der Nelkengewächse (Caryophyllaceae) gehört.

## Beschreibung

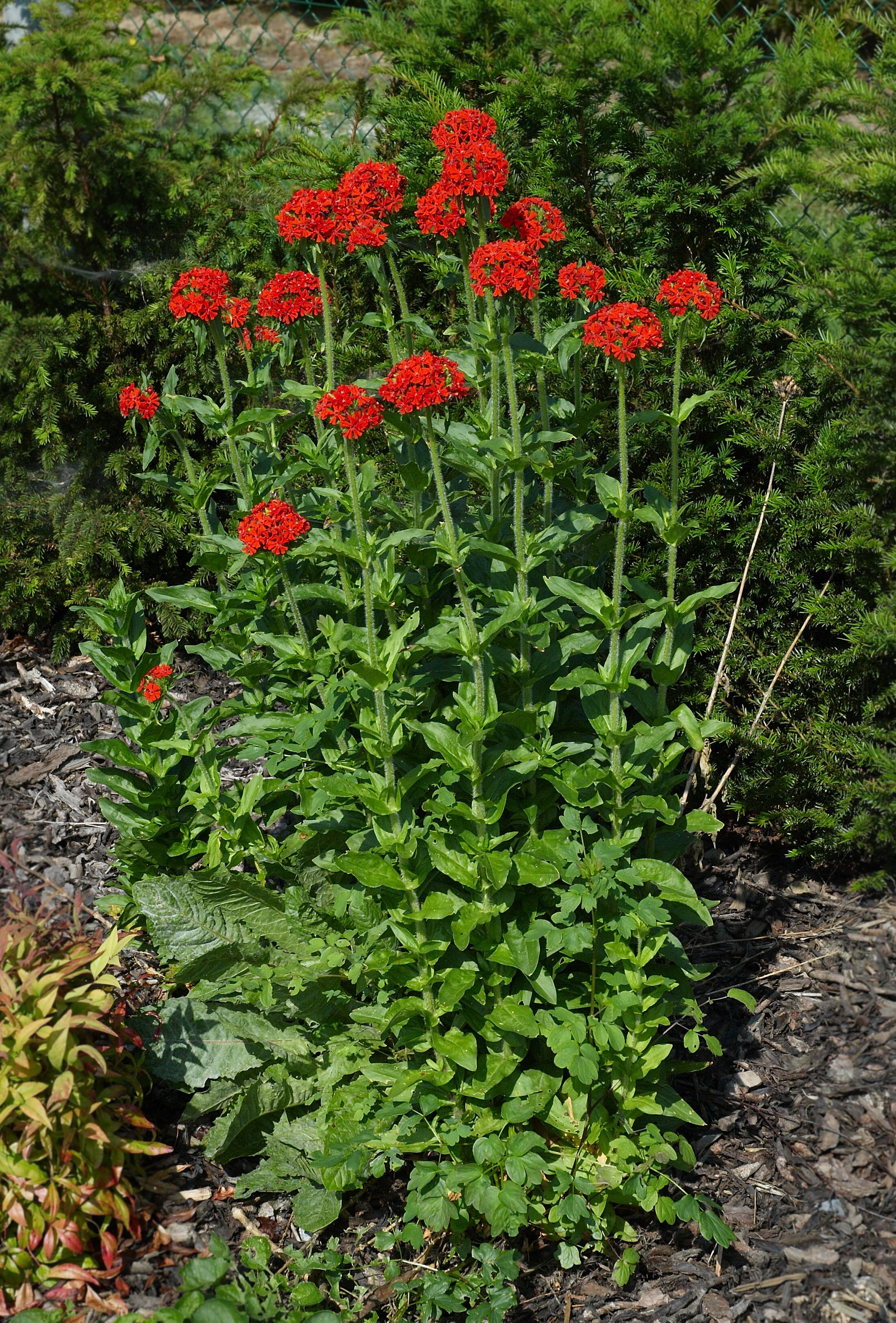
Habitus, gegenständige Laubblätter und Blütenstand

Habitus, gegenständige Laubblätter und Blütenstand

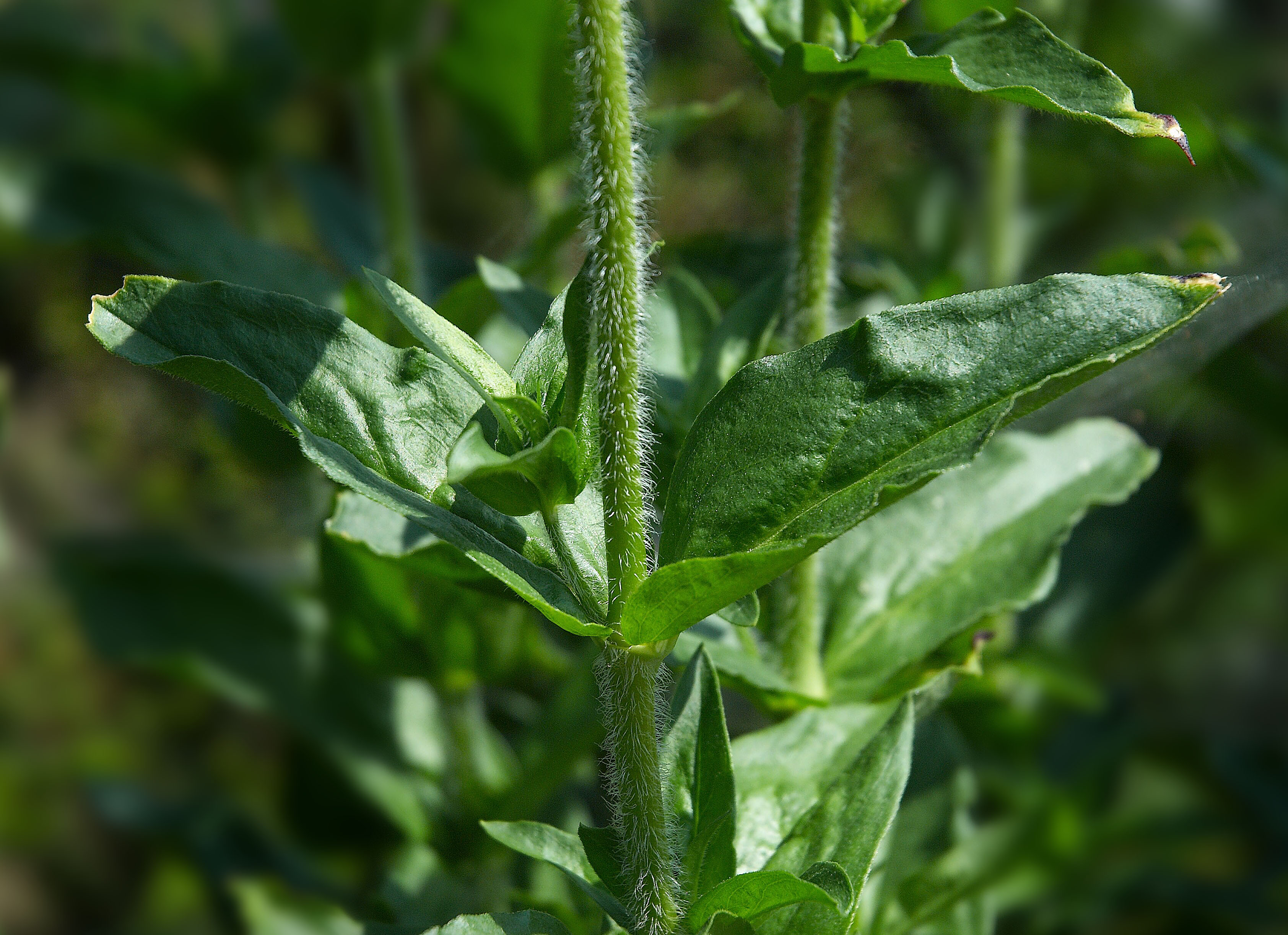
Laubblätter und behaarter Stängel

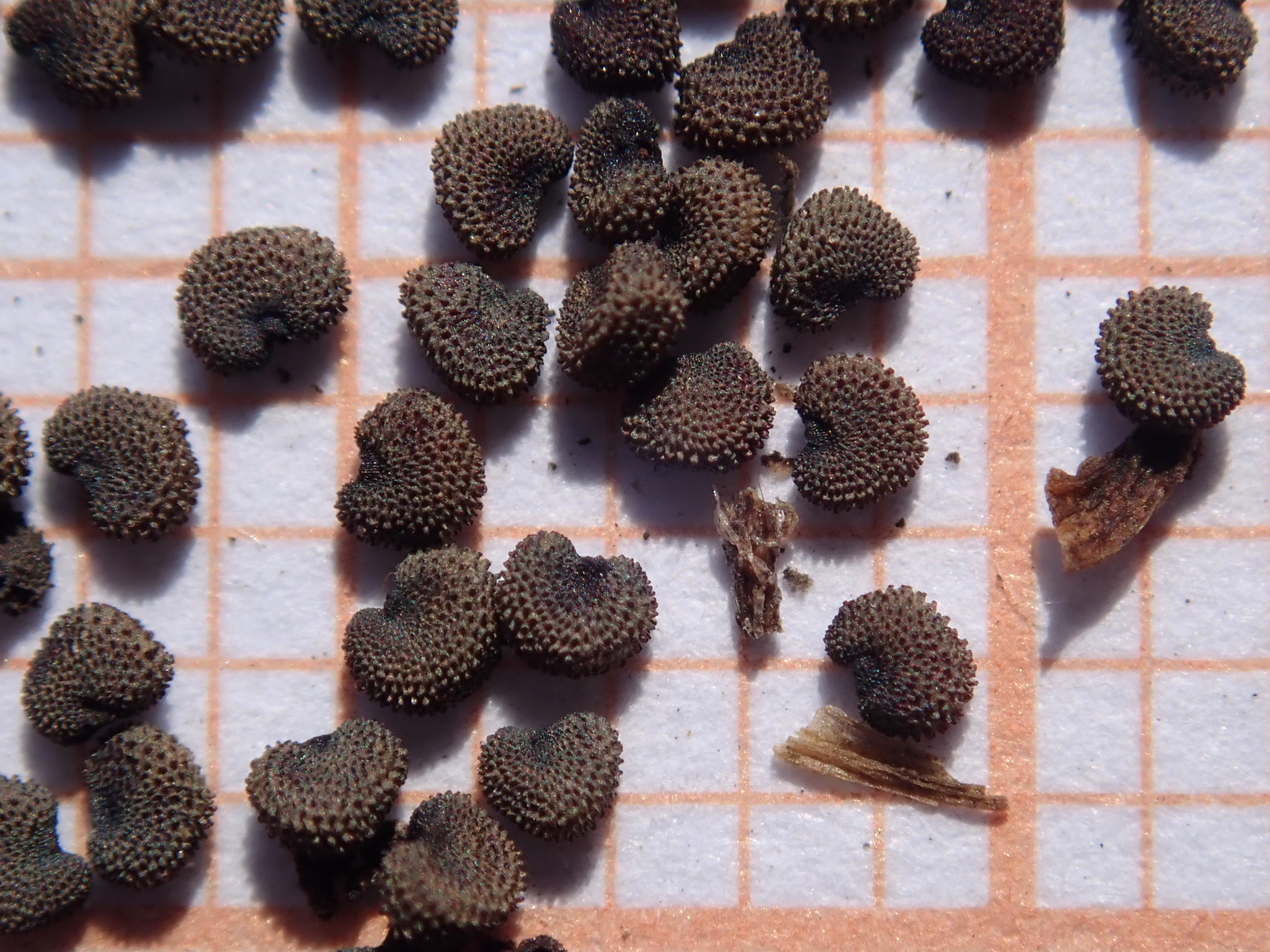
Samen

### Vegetative Merkmale
Die Brennende Liebe wächst als ausdauernde krautige Pflanze, die Wuchshöhen von 50 bis 100 Zentimeter erreicht. Sie bildet als Überdauerungsorgane kurze Rhizome, aus denen gelegentlich kurze blütenlose Seitentriebe gebildet werden. Es sind steife, mehrzellige Haare (Trichome) vorhanden. Der aufrechte, steife Stängel ist nur selten verzweigt.
Die Laubblätter sind in grundständigen Rosetten und gegenständig am Stängel verteilt angeordnet. Die Blattspreite der Grundblätter ist ei- bis spatelförmig und lanzettliche bis eiförmig. Die Blattspreite der Stängelblätter ist bei einer Länge von 5 bis 12 Zentimeter und einer Breite von 2 bis 5 Zentimeter eiförmig oder eiförmig-lanzettlich mit herzförmigem Spreitengrund. Beide Blattflächen sind spärlich weich behaart.

### Generative Merkmale
Die Hauptblütezeit reicht in Mitteleuropa von Juni bis Juli; in China liegt sie im Sommer bis Herbst. Der endständige, als sehr dichtes, schirmförmiges Dichasium ausgebildete Blütenstand enthält meist 10 bis 30, maximal 50 Blüten. Die krautigen, kleinen Tragblätter sind lanzettlich. Die schlanken Blütenstiele sind viel kürzer als der Kelch. Die zwittrigen Blüten haben einen Durchmesser von 1,5 bis 2 Zentimeter, sie sind radiärsymmetrisch und fünfzählig mit doppelter Blütenhülle. Die fünf Kelchblätter sind zu einer Kelchröhre mit einer Länge von meist 1,2 bis 1,5 (bis 1,7) sowie einem Durchmesser von etwa 3 Millimeter verwachsen, die zehn weich behaarte Nerven besitzt. Die fünf Kelchzähne sind bei einer Länge von etwa 3 Millimeter dreieckig-lanzettlich. Die fünf auffällig orangeroten bis feuerroten Kronblätter sind verwachsen. Die tief eingeschnittene Krone weist einen Durchmesser von 1 bis 2 Zentimeter auf. Die fünf Kronlappen sind bei einer Länge von 7 bis 9 Millimeter breit verkehrt-eiförmig und auf ein Drittel zweiteilig eingeschnitten; diese Kronzipfel sind verkehrt-eiförmig mit einem pfriemlichen seitlichen Zahn. Die Nebenkrone besteht aus zwei Reihen von jeweils fünf linealen Zipfeln, mit Längen von 3 Millimetern und spitzem oberen Ende. Die zehn Staubblätter ragen etwas aus der Blütenkrone heraus. Auf dem Fruchtknoten stehen fünf Griffel.
Die bei einer Länge von 8 bis 10 Millimeter eiförmigen Kapselfrüchte öffnen sich mit fünf Klappen. In China reifen die Früchte im Herbst. Die dunkel rot-braunen Samen sind bei einer Größe von etwa 1 Millimeter dreieckig-nierenförmig und scharf-spitzig warzig.
Die Chromosomenzahl beträgt 2n = 24, 48.

## Verbreitung und Verwendung
Die natürlichen Vorkommen der Brennenden Liebe erstrecken sich vom europäischen Russland über Sibirien und Zentralasien bis in die Mongolei und Nordchina. Dort kommt sie auf feuchten Waldwiesen, an Rändern von Gebüschen und in Schluchten vor. Eingebürgert kommt die Art in Norwegen und Schweden vor.
Die Brennende Liebe kam als Zierpflanze etwa zur Mitte des 16. Jahrhunderts aus türkischen Gärten nach Mitteleuropa, was auch alte Namen der Blume wie Flos Constantinopolitanus, Lychnis Bycantina oder Chalcedonia (aus der Stadt Chalkedon, östlich vom damaligen Konstantinopel) erklärt. Als erstes in Mitteleuropa dürfte sie Conrad Gessner um 1560 in Zürich kultiviert haben, wobei nicht bekannt ist, woher die Blumen ursprünglich stammten. Bei Camerarius wird die Pflanze als Lychnis Constantinopolitanus vel Cretica genannt, was auf die damals unter dem Einfluss Venedigs stehende Insel Kreta verweist. Sie könnte wie viele andere orientalische Gartenpflanzen durch den venezianischen Levantehandel nach Mitteleuropa gekommen sein.
Im 18. Jahrhundert entdeckten deutsche Naturforscher, etwa 1739 Johann Georg Gmelin oder 1772 Peter Simon Pallas Wildvorkommen in Süd- und Mittelrussland. Pallas berichtete, dass die Blütenstände der Pflanze von Tataren als Seife verwendet wird, ein damaliger russischer Volksname (Bojarskaja Spes = „Frauenschmuck“) verweist auf die Verwendung als Zierpflanze. Sie dürfte vom südlichen Russland zu den türkischen Gärtnern gelangt sein. Eine erste Abbildung der Art findet man 1583 beim flämischen Botaniker Rembert Dodoens. 1588 wurde sie im Garten des Arztes und Botanikers Joachim Camerarius der Jüngere in Nürnberg kultiviert, der sie auch in Farbe im sogenannten Camerarius-Florilegium abbildete. 1601 wurde sie vom niederländischen Botaniker Charles de l’Écluse (Carolus Clusius) beschrieben und dargestellt.
Ab dem 17. Jahrhundert wurden abweichende Farbformen kultiviert, so wurde 1613 von Pflanzen mit weißen und weißroten Blüten berichtet, etwas später auch mit scharlachroten gefüllten Blüten. Diese Form wurde von Goethe („als Gartenschmuck das schönste, was man sehen kann“) sehr geschätzt. Ab Ende des 19. Jahrhunderts galt die zuvor sehr beliebte Pflanze als altmodisch und wurde deutlich seltener verwendet.
Im Zander 2008 werden folgende Sorten aufgeführt: ‘Alba’, ‘Carnea’, ‘Flore Pleno’, ‘Morgenrot’, ‘Rauhreif’ und ‘Rosea’.

## Systematik
Die Erstveröffentlichung erfolgte 1753 unter dem Namen Lychnis chalcedonica durch Carl von Linné in Species Plantarum, Tomus I, S. 436. Ein Synonym für Lychnis chalcedonica L. ist Silene chalcedonica (L.) E.H.L.Krause.
Die wissenschaftlichen botanischen Quellen ordnen sie unterschiedlich ein: Entweder in die Gattung Pechnelken (Lychnis) oder in die früheren Lychnis-Arten, welche heute in die Gattung Leimkräuter (Silene) gehören.